# Kościół Narodzenia Najświętszej Maryi Panny w Klępinie
Kościół Narodzenia Najświętszej Maryi Panny w Klępinie – katolicki kościół filialny zlokalizowany w Klępinie, w gminie Stargard.

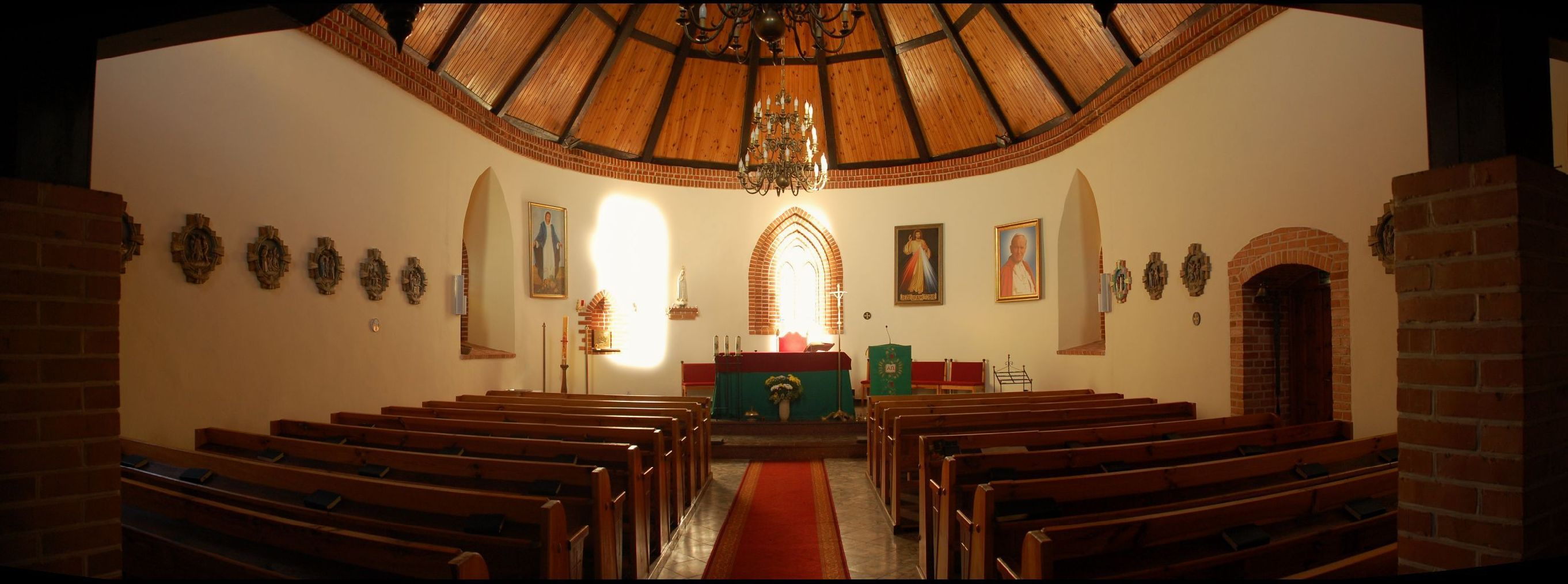
Wnętrze

## Historia
Świątynia, na planie prostokąta zamkniętego od wschodu półkolistą ścianą, powstała na przełomie XV i XVI wieku, a wzniesiono ją z kamienia polnego oraz cegły. Posiada okna ostrołukowe z zachowanymi fragmentami dawnych ościeży. W XVIII wieku, od zachodu, została dobudowana wieża o konstrukcji szkieletowej, oszalowana. Całość została zniszczona (podpalona) przez Armię Czerwoną w 1945 (jej żołnierze stacjonowali tu przez krótki czas). Kościół wraz z ozdobnym, blendowanym szczytem został odbudowany w latach 1990-1992 (bez dzwonnicy). Organizatorem rekonstrukcji był Jan Kozłowski – mieszkaniec wsi.